# Hrabstwo Holt (Missouri)
Hrabstwo Holt (ang. Holt County) – hrabstwo w północno-zachodniej części stanu Missouri w Stanach Zjednoczonych. Obszar całkowity hrabstwa obejmuje powierzchnię 1 215 km² (469,05 mil²). Według danych z 2010 r. hrabstwo miało 4 912 mieszkańców. Hrabstwo powstało w 1841 roku i nosi imię od doktora Davida Ricea Holta – zmarłego w 1840 r. stanowego legislatora w Missouri.

## Sąsiednie hrabstwa
- Hrabstwo Atchison (północ)
- Hrabstwo Nodaway (północny wschód)
- Hrabstwo Andrew (wschód)
- Hrabstwo Doniphan (Kansas) (południe)
- Hrabstwo Brown (Kansas) (południowy wschód)
- Hrabstwo Richardson (Nebraska) (zachód)
- Hrabstwo Nemaha (Nebraska) (północny zachód)

## Miasta
- Craig
- Forest City
- Maitland
- Mound City
- Oregon.

## Wioski
- Big Lake
- Bigelow
- Corning
- Fortescue